# Cave 3rd Generation
Le Cave CV1000, plus communément appelé Cave 3rd Generation, est un système d'arcade conçu par la société japonaise Cave en 2004. Deux versions de ce système ont vu le jour, le Cave CV1000B et sa version évoluée le Cave CV1000D,.

## Description
Le Cave CV1000 est la troisième génération de système d'arcade, au format JAMMA, utilisé par la société Cave. Il est apparu pour la première fois en 2004 avec le jeu Mushihime-Sama. Il est en réalité le second système de PCB créé par la société, après le Cave 1st Generation, le second utilisé fut le PGM de la société IGS.
Le Cave CV1000 est un système très puissant dont la quasi-totalité des jeux produits sont des manic-shooter, qui ont fait la réputation de la société. Des jeux célèbres comme la suite de DoDonpachi : DoDonpachi Dai Fukkatsu, Espgaluda II, Ibara ou Mushihime-Sama sont d’ores et déjà disponibles,,.
La première version du système Cave CV1000B accueille la majorité des jeux. À partir de 2008, Cave commercialise une version améliorée du système : les jeux sortis sur Cave CV1000D, comme DoDonpachi Dai Fukkatsu et DeathSmiles MegaBlack Label, possèdent des composants quelque peu différents.

## Spécifications techniques

### Processeur
- Processeur central : Hitachi SH-3 cadencé à 133 MHz

### Audio
- Puce audio : Yamaha YMZ770C-F (APU), amplificateur audio LA4708

### Divers
Basé sur la PCB d'Ibara
- DSP : Altera Cyclone EP1C12F324C8 FPGA
- Mémoire NAND Flash : Samsung K9F1G08U0A 128M x 8 Bit
- Mémoire Flash : MX29LV160BBTC-90
- Flash ICs : 2 x MX29LV320ABTC-90
- SDRAM :
  - MT48LC2M32B2-6
  - 2 x MT46V16M16

### Particularités techniques du Cave CV1000D
- Base de Cave CV1000B
- Chipset U1 : ISSI (Integrated Silicon Solutions) IS42S32400D 128 Mbit SDRAM à 166 MHz (SH3 standard comporte un MT48LC2M32 64 Mbit SDRAM (Micron Technology))
- Chipset U4 : 32 Mbit Spansion S29JL032H (SH3 standard comporte un Spansion 16 Mbit S29AL016D).
- Absence de pile au lithium

## Liste des jeux
| Titre                              | Développeur | Éditeur | Système      | Genre | Date |
| ---------------------------------- | ----------- | ------- | ------------ | ----- | ---- |
| Akai Katana                        | Cave        | Cave    | Cave CV1000D |       | 2010 |
| DoDonPachi DaiFukkatsu             | Cave        | Cave    | Cave CV1000D |       | 2008 |
| DoDonPachi DaiFukkatsu Black Label | Cave        | Cave    | Cave CV1000D |       | 2010 |
| DoDonPachi DaiFukkatsu Ver 1.5     | Cave        | Cave    | Cave CV1000D |       | 2008 |
| DoDonPachi SaiDaiOuJou             | Cave        | Cave    | Cave CV1000D |       | 2012 |
| Deathsmiles                        | Cave        | Cave    | Cave CV1000B |       | 2007 |
| Deathsmiles MegaBlack Label        | Cave        | Cave    | Cave CV1000D |       | 2008 |
| Espgaluda II                       | Cave        | Cave    | Cave CV1000B |       | 2005 |
| Ibara                              | Cave        | Cave    | Cave CV1000B |       | 2005 |
| Medal Mahjong Moukari Bancho       | Cave        | Cave    | Cave CV1000B |       | 2007 |
| Mushihime-Sama                     | Cave        | Cave    | Cave CV1000B |       | 2004 |
| Mushihime Sama Futari              | Cave        | Cave    | Cave CV1000B |       | 2006 |
| Mushihime-Sama Futari Black Label  | Cave        | Cave    | Cave CV1000B |       | 2007 |
| Mushihime Sama Futari Ver 1.5      | Cave        | Cave    | Cave CV1000B |       | 2006 |
| Muchi Muchi Pork                   | Cave        | Cave    | Cave CV1000B |       | 2007 |
| Pink Sweets: Ibara Sorekara        | Cave        | Cave    | Cave CV1000B |       | 2006 |
| Puzzle! Mushihime-Tama             | Cave        | Cave    | Cave CV1000B |       | 2005 |